# Breezy
Breezy (titulada Primavera en otoño en España) es una película estadounidense de género dramático y romántico estrenada en 1973. Protagonizada por William Holden y Kay Lenz, la película contó con un guion escrito por Jo Heims y fue además la tercera película dirigida por Clint Eastwood.

## Argumento
Breezy es la historia de amor entre una joven hippie de espíritu libre y un hombre maduro cuyo corazón se ha ido endureciendo con el paso de los años.

## Reparto
- William Holden como Frank Harmon.
- Kay Lenz como Edith Alice 'Breezy' Breezerman.
- Roger C. Carmel como Bob Henderson.
- Marj Dusay como Betty Tobin.
- Joan Hotchkis como Paula Harmon.
- Lynn Borden
- Shelley Morrison como Nancy Henderson.
- Eugene Peterson como Charlie.